# Buariki Village (ort i Tabiteuea)
Buariki Village är en ort i Kiribati.   Den ligger i örådet Tabiteuea och ögruppen Gilbertöarna, i den sydöstra delen av landet, 400 km sydost om huvudstaden Tarawa. Buariki Village ligger 10 meter över havet och antalet invånare är 447. Den ligger på ön Nuguti.
Terrängen runt Buariki Village är mycket platt.  Buariki Village är det största samhället i trakten. 